# Barriada Guaymí
Barriada Guaymi est un corregimiento situé dans le district d'Almirante, province de Bocas del Toro, au Panama. Il a été créé le 8 juin 2015, séparé du district d'Almirante.